# Curug (Bogor Barat)
Curug is een bestuurslaag in het regentschap Kota Bogor van de provincie West-Java, Indonesië. Curug telt 11.347 inwoners (volkstelling 2010).